# Citybasket Recklinghausen
Citybasket Recklinghausen ist ein Basketballverein aus Recklinghausen. Spielorte sind die Vestische Arena Alfons Schütt, die über rund 800 Zuschauerplätze verfügt (ohne zeitweilige, behelfsmäßige Sitzplätze auf der Sportfläche), sowie die Sporthalle des Kuniberg Kollegs in Recklinghausen, die rund 600 Plätze aufweist.

## Geschichte
Im Herbst 1976 trat eine private Basketballgruppe als Abteilung dem TV 1863 Recklinghausen bei. Damit wurde erstmals organisiert Basketball in Recklinghausen betrieben.
An der Spitze der Basketballer stand Werner Geske, ein ehemaliger Basketballnationalspieler. Der Beginn des Trainingsbetriebes erfolgte in Recklinghausen-Süd, im Theodor-Heuss-Gymnasium. Im September 1982, mit der Eröffnung der neuen Sporthalle am Gymnasium Petrinum, verfügte die Basketballabteilung über eine eigene Sporthalle. Der Start als Basketballabteilung im TV 1863 erfolgte mit vier Gruppen, davon eine Damengruppe.
In der Saison 1977/78 begann der Meisterschaftsbetrieb mit einer Damen- und einer Herrenmannschaft. Im Dezember 1977 hatte die Abteilung bereits 85 Mitglieder.
Unter Werner Geskes Regie wuchs die Abteilung und es wurden neue Mannschaften gebildet. In der Saison 1978/79 nahmen bereits fünf Mannschaft, davon zwei im Jugendbereich, am Spielbetrieb teil. Im Jahr 1979 waren es acht Mannschaften, die Herren steigen in die 1. Kreisliga auf. 1980 verzeichnete die Basketballabteilung bereits 110 Mitglieder. Als Dietmar Tottmann die Abteilungsleitung übernahm, hatte diese eine Größenordnung erreicht, die eine Verselbständigung erforderte. 1994 trennte sich die Basketballabteilung vom TSV 1863 Recklinghausen und gründete mit Citybasket Recklinghausen einen eigenen Verein.

### Herren
2010 stieg die erste Herrenmannschaft von der 2. in die 1. Regionalliga West auf und wurde 2011/2012 Meister der 1. Regionalliga West sowie darüber hinaus Pokalsieger im WBV, sodass die Mannschaft ab der Saison 2012/13 in der ProB antrat. Die Mannschaft erreichte 2013, 2014 und 2016 die ProB-Playoffs, kam aber jeweils nicht über die erste Runde hinaus. 2017 stieg Recklinghausen als Tabellenletzter in die 1. Regionalliga ab. Zur Saison 2017/18 übernahm Johannes Hülsmann das Traineramt, das zuvor Maik Berger bekleidet hatte. Hülsmann ging 2021 als Assistenztrainer zum Zweitligisten Phoenix Hagen, neuer Recklinghäuser Trainer wurde der langjährige Profispieler Konrad Tota. Die Zusammenarbeit dauerte es bis zum Jahresende 2021, dann kam Robin Singh als neuer Trainer. Zur Saison 2022/23 wurde Dhnesch Kubendrarajah das Traineramt übertragen.
Nachdem in der Saison 2023/24 der Klassenverbleib in der 1. Regionalliga zeitweise in Gefahr gewesen war, nahm der Verein im Sommer einen Trainerwechsel vor: Majdi Shaladi wurde eingestellt. Der Vereinsvorstand gab das Ziel aus, mit der Mannschaft bis 2030 in die 2. Bundesliga ProB zurückzukehren. Anfang Dezember 2024 musste Shaladi gehen, da man unter seiner Leitung zwölf der 13 vorangegangenen Saisonspiele in der 1. Regionalliga verloren hatte. Bill Paterno sprang übergangsweise als Trainer ein, zu Jahresbeginn 2025 übernahm Robin Pflüger (zuvor Trainer der zweiten Herrenmannschaft) das Amt. Noch während der Saison 2024/25 wurde Cedric Hüsken als Recklinghäuser Trainer ab der nachfolgenden Spielzeit verkündet, um den Neuaufbau in der 2. Regionalliga zu leiten.
Trainer der Herrenmannschaft
| Amtszeit        | Trainer               |
| --------------- | --------------------- |
| 2004–11/2008    | Martin Karbe          |
| 11/2008–2012    | Georg Kleine          |
| 2012–01/2013    | Bill Paterno          |
| 01/2013–04/2013 | Georg Kleine          |
| 2013–03/2015    | Thomas Roijakkers     |
| 03/2015–04/2015 | Georg Kleine          |
| 2015–2016       | Florian Gut           |
| 2016–2017       | Maik Berger           |
| 2017–2021       | Johannes Hülsmann     |
| 2021–12/2021    | Konrad Tota           |
| 01/2022–06/2022 | Robin Singh           |
| 07/2022–06/2024 | Dhnesch Kubendrarajah |
| 06/2024–12/2024 | Majdi Shaladi         |
| 12/2024         | Bill Paterno          |
| seit 01/2025    | Robin Pflüger         |

### Damen
Die erste Damenmannschaft spielte in der Saison 2016/17 in der Regionalliga. Sie erreichte den zweiten Tabellenplatz und stieg in die 2. Bundesliga der Damen auf. Diese Saison beendete Citybasket sportlich auf dem letzten Platz. Wegen einiger Verschiebungen wäre ein Verbleib in der 2. Bundesliga möglich gewesen. Man entschied sich aufgrund der Kosten jedoch dagegen.

### Jugend
In allen Jugendbundesligen treten die Recklinghäuser alleine oder in Startgemeinschaften als Metropol Baskets an.

## Erfolge
Der Verein spielte bereits unter anderen in folgenden Ligen:
- 1. Herren 2. Bundesliga ProB Nord
- 2. Herren 2. Regionalliga
- 1. Damen 1. Bundesliga
- U19 männlich NBBL (Bundesliga)
- U16 männlich JBBL (Bundesliga)
- U17 weiblich WNBL (Bundesliga)
- weitere Nachwuchsmannschaft u. a. in der NRW-Liga und Regionalliga

### Titelgewinne
- Sieger im WBV Pokal der Herren 2011/12
- Aufstieg in die Bundesliga der Damen 1999
- Qualifikation der 1. Herren für die Bundesliga ProB
- Meisterschaft der 1. Regionalliga West 2011/12
- Deutscher Meister weibliche U20 2000/01
- Regionalliga-Meister U20 2007/08
- Meisterschaft der Oberliga-Herren 2018
- Meisterschaft der Oberliga-Damen 2018
- Westdeutscher Meister in der Altersklasse Ü35 2024, damit verbunden die Qualifikation zur Deutschen Meisterschaft – 3. Platz bei der Deutschen Meisterschaft 2024
- Deutscher Meister weibliche U16 2021/22,[13] 2023/23[14]

## Bedeutende Spieler
Nationalspieler des Citybasket Recklinghausen
- Natalie Gohrke (letzter Verein Marburg)
- Dorothea Richter (letzter Verein Wasserburg)

Wichtige Spieler der Herrenmannschaft
- Robert Franklin: Der US-Amerikaner spielte von 2008 bis 2014 sowie in der zweiten Hälfte der Saison 2015/16 für Citybasket[15] und war auf dem Spielfeld einer der Hauptverantwortlichen, dass dem Verein Aufstiege in die 1. Regionalliga und in die 2. Bundesliga ProB gelangen. Franklin wurde von eurobasket.com zweimal (2011,[16] 2012[17]) zum Spieler des Jahres der 1. Regionalliga West gekürt.
- Mirko Bregulla: Er spielte zwischen 2009 und 2017 für Recklinghausen und machte den Weg von der 2. Regionalliga in die ProB mit.
- Christoph Bruns: Seit 2010 Leistungsträger der Mannschaft; stieg 2012 mit Recklinghausen in die ProB auf.

Auswahlspieler
- Annika Küper (Jahrgang 1997)
- Leonie Schiermeyer (Jahrgang 1997)
- Oliver Pahnke (Jahrgang 1998)
- Seraphina Asuamah-Kofoh (Jahrgang 1999)
- Valentin Bredeck (Jahrgang 2001)

## Kader der 1. Herren
Citybasket Recklinghausen in der Saison 2017/18:
| Trikot Nr. | Name                 | Geburtsdatum | Größe  | Position | vorheriger Verein                                 | Herkunft    |
| ---------- | -------------------- | ------------ | ------ | -------- | ------------------------------------------------- | ----------- |
| 1          | Tim Terboven         | 17.10.1993   | 2,01 m | 3, 4, 5  |                                                   | Deutschland |
| 4          | Tim Gilberti         | 16.02.1997   | 1,89 m | 2, 3     | FC Schalke Basketball                             | Deutschland |
| 5          | Philip Lütkenhaus    | 12.10.1999   | 1,90 m | 1, 2     | Citybasket Recklinghausen                         | Deutschland |
| 7          | Valentin Bredeck     | 28.01.2001   | 1,85 m | 1,2      | Citybasket Recklinghausen / Metropol Baskets Ruhr | Deutschland |
| 8          | Christoph Bruns      | 16.10.1987   | 1,80 m | 1, 2     | Citybasket Recklinghausen                         | Deutschland |
| 9          | Erik Neusel          | 23.10.2000   | 2,01 m | 2, 3     |                                                   | Deutschland |
| 10         | Fahri Breca          | 08.10.1985   | 1,90 m | 1, 2, 3  | Hertener Löwen                                    | Deutschland |
| 13         | Jan Letailleur       | 12.01.1987   | 1,97 m | 3        | FC Schalke Basketball                             | Deutschland |
| 15         | Jonas Bredeck        | 09.04.1998   | 2,01 m | 4, 5     | Citybasket Recklinghausen                         | Deutschland |
| 26         | Till von Guionneau   | 04.07.1994   | 2,01 m | 3, 4     | ETB Wohnbau Baskets Essen                         | Deutschland |
| 33         | Sebastiano Germana   | 30.04.1988   | 1,94 m | 4, 5     | Citybasket Recklinghausen                         | Deutschland |
| 21         | Jarred Michael Jones |              | 2,00 m | 3, 4, 5  | Loyola University of Maryland                     | USA         |
| 77         | Edijs Stiebrins      | 27.09.1996   | 1,91 m | 1, 2     | BK Jekabpils                                      | Lettland    |

| Funktionsträger | Name              |  |
| --------------- | ----------------- |  |
| Trainer:        | Johannes Hülsmann |  |
| Sportdirektor:  | Georg Kleine      |  |
| Manager:        | Hans-Jürgen Gayk  |  |

Stand: 1. März 2018